# فصل آشنایی (آلبوم)
آلبوم موسیقی  فصل آشنایی  آلبومی مشترک از خشایار اعتمادی ، قاسم افشار ، حسین زمان ، علیرضا عصار و شادمهر عقیلی می باشد که در بهار سال ۱۳۷۷ توسط انتشارات سروش به بازار ارائه شده است.

عکس پشت جلد آلبوم

## ترانه ها
| نام ترانه              | خواننده                    | ترانه‌سرا       | آهنگساز         | تنظیم کننده     | توضیحات                                   |
| ---------------------- | -------------------------- | -------------- | --------------- | --------------- | ----------------------------------------- |
| خاک آستان علی (ع)      | خشایار اعتمادی             | مظاهر مصفا     | فؤاد حجازی      | فؤاد حجازی      |                                           |
| وقف پرنده ها           | قاسم افشار                 | محمدعلی شیرازی | اکبر آزاد       | بهروز صفاریان   | اولین اهنگ قاسم افشار                     |
| آئین همدردی            | حسین زمان                  | محمدعلی معلم   | فریدون شهبازیان | فریدون شهبازیان |                                           |
| باغ زندگی              | علیرضا عصار - شادمهر عقیلی | بامداد جویباری | بهروز صفاریان   | شادمهر عقیلی    | این اهنگ دونفره در البوم انتیک شادمهر است |
| فصل آشنایی             | شادمهر عقیلی               | اکبر آزاد      | شادمهر عقیلی    | شادمهر عقیلی    | این اهنگ در البوم انتیک هم منتشر شده است  |
| عیدانه                 | علیرضا عصار                | مولانا         | علیرضا عصار     | فؤاد حجازی      |                                           |
| من و تو و درخت و باران | خشایار اعتمادی             | احمد شاملو     | شادمهر عقیلی    | فؤاد حجازی      |                                           |
| آئینه دار              | قاسم افشار                 | بامداد جویباری | محمدرضا عقیلی   | محمدرضا عقیلی   |                                           |
| وصل و هجران            | حسین زمان                  | احمد عزیزی     | محمدرضا عقیلی   | محمدرضا عقیلی   |                                           |
| نکته دان عشق           | علیرضا عصار                | حافظ           | علیرضا عصار     | فؤاد حجازی      |                                           |
| معبود                  | شادمهر عقیلی               | بامداد جویباری | شادمهر عقیلی    | شادمهر عقیلی    | این اهنگ در البوم انتیک است               |